# میمنرموس

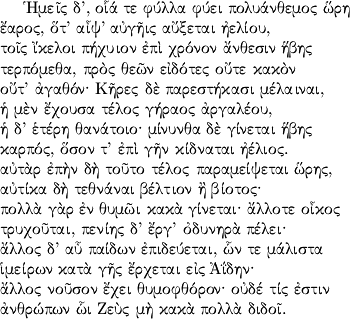
نوشته ای از میمنرموس

میمنرموس (به یونانی: Μίμνερμος) از شاعران بزمی یونان باستان بود که در نیمه دوم سده هفتم پیش از میلاد می‌زیست.
او یا از اهالی شهر کولوفون یا از شهر اسمیرنا در ایونیا واقع در آسیای کوچک بود.
میمنرموس آهنگساز و نی‌نواز بود و در شهری زندگی می‌کرد که لذت‌های جسمانی و زندگی مجلل در آن رواج زیادی داشت.
میمنرموس از هومر تأثیر زیادی گرفته بود اما بیشتر اشعاری کوتاه در قالب دوبیتی شش‌گامی در گویش حماسی ایونی می‌نوشت که برای محافل میگساری مناسب بود و در دوران باستان او را به عنوان شاعر عشق می‌شناختند. شعرهای میمنرموس جنبه‌های جنسی نیز داشت و او این سروده‌ها را به معشوقه خود «نانو» تقدیم می‌کرد که یک روسپی نی‌نواز بود. در برخی اشعار او زیبایی نوجوانان پسر نیز ستوده شده‌است.
از موضوعات مورد علاقه میمنرموس، ترس از گذرا بودن زندگی و تفاوت فاحش میان شادابی جوانی و سستی دوران پیری است. میمنرموس در دوران باستان نیز شهرت یافته بود و در دوران اسکندر مقدونی شاعران متعددی در ادبیات رومی به تقلید از او پرداختند.
گفته می‌شود که میمنرموس شعری نیز در موضوع تاریخ اسمیرنا نوشته بود.
نقل قول‌هایی که از اشعار میمنرموس در آثار نویسندگان بعدی آورده شده نشان می‌دهد که روایات اسطوره‌ای از عناصر مهم در شعرهای او بوده‌است. او برای نمونه در یکی از سروده‌های خود «رنج» روزانه‌ای را توصیف می‌کند که خورشید برای سفر از خاور به باختر می‌کشد و شب ازنو او را به نقطه پیشین بازمی‌گرداند. او در سروده‌ای دیگر چرخه طبیعی زندگی برگ را با مراحل زندگی انسان مقایسه می‌کند.